# BPM-97
Der BPM-97, vom Hersteller als KAMAZ-43269 bezeichnet, ist ein leicht gepanzertes russisches Militärfahrzeug. Das Fahrzeug ist für verschiedene Nutzungen vorgesehen, unter anderem für Patrouillen- oder Späheinsätze. Das Fahrzeug basiert auf dem Fahrgestell des Lastwagens KamAZ-4326. Es ist nicht amphibisch.

## Geschichte
Die Entwicklung begann im Jahr 1997 in der staatlichen technischen Universität von Moskau gemeinsam mit KAMAZ. Anfangs wurde das Projekt allen Strafverfolgungsbehörden und dem Militär der Russischen Föderation angeboten. Als Erster wurde der Leiter der Grenztruppen Russlands auf den BPM-97 aufmerksam. Der BPM-97 wurde als teilweiser Ersatz für den GAZ-66 angesehen, um auch an unzugänglichen Stellen an der Grenze für den sicheren Transport der Grenzschützer zu sorgen. Nach der Russlandkrise 1998/99 endete die staatliche finanzielle Unterstützung für das Projekt, weshalb die Arbeiten sich in die Länge zogen. Im Jahr 1999 wurde dem breiten Publikum ein Prototyp des Panzerwagens vorgestellt.
Für die Kompensation der finanziellen Ausgaben für das Projekt, trotz einer kleinen Bestellung des Staates, wurde der Panzerwagen für kommerzielle private Betriebe angeboten. Deshalb wurde und werden einige BPM-97 für den Geldtransport, den Transport von Sprengstoffen und sonstigen wertvollen oder gefährlichen Gütern benutzt.
Nachdem im Jahr 2005 die Genehmigung für den Export des BPM-97 erwirkt wurde, wurden einige Panzerwagen nach Kasachstan und Aserbaidschan verkauft. Während der Auslieferung wurden einige kritische Defekte bekannt, die zur Stornierung bereits bestellter BPM-97 führten. Die Defekte äußerten sich in defekten Kardanwellen, Stoßdämpfern sowie Rissen in Panzerplatten. Trotzdem entschied das russische Verteidigungsministerium im Jahr 2008, die bereits gebauten Exemplare zu kaufen. Im Jahr 2009 nahmen einige BPM-97 an dem Manöver „Sapad-2009“ teil.

## Konstruktion
In der Konstruktion war ein allradgetriebener Panzerwagen mit einer tragenden verschweißten Karosserie gefordert. Der BPM-97 ist in zwei Abteile unterteilt: Eines für die Motorkomponenten und das andere für die Besatzung. Der Panzerwagen hat seitliche und hintere Türen, des Weiteren zwei obere Luken für den Fahrer und Schützen. Für den Bau wird auf Komponenten des zivilen  KAMAZ-4326 zurückgegriffen, was die Produktionskosten wesentlich senkt. Dadurch kann die Wartung vom Hersteller KAMAZ vorgenommen werden. Der Motor soll zudem 270.000 km ohne Wartung zurücklegen können.
Im BPM-97 sind zwei 125-Liter-Treibstoffbehälter und ein 20-Liter-Tank in der Kabine untergebracht. Der Panzerwagen verfügt unter anderem über eine autonome Heizung, welche die Temperatur für die Besatzung in der Kabine unabhängig von der Motortemperatur aufrechterhält. Des Weiteren ist im Panzerwagen ein Luftfiltersystem für die Kabine eingebaut.

## Panzerung und Bewaffnung
Die Panzerung hält maximal MG-Feuer stand. Die obere Panzerung hält Projektilen eines 12,7-mm-NSW-Maschinengewehrs aus 300 m Entfernung, die unteren Teile am Wagen die eines 7,62-mm-Dragunow-Scharfschützengewehrs aus der Distanz von 30 m stand.
Die Bewaffnung ist am drehbaren Turm montiert und besteht standardmäßig aus einem 30-mm-Granatwerfer AGS-17 Plamja.
Möglich ist eine Installation eines MB2-Moduls, bestehend aus einer 30-mm-Maschinenkanone. Das Gewicht erhöht sich nicht über 12 Tonnen.

## Versionen
- BPM-97 – Version für das Heer

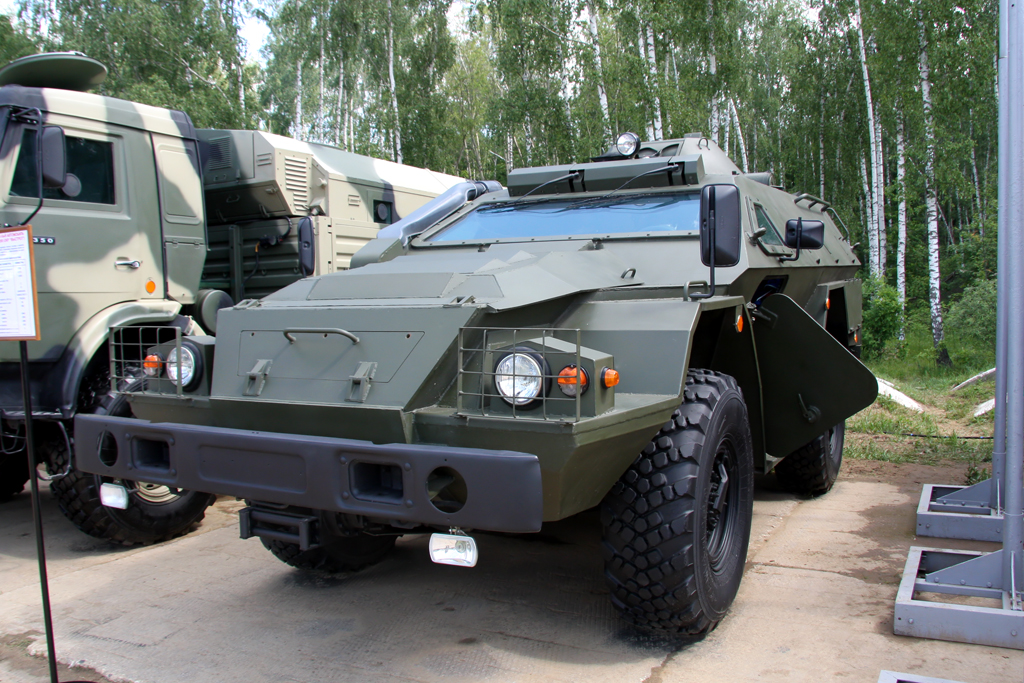
Modernisierter KAMAZ-43269

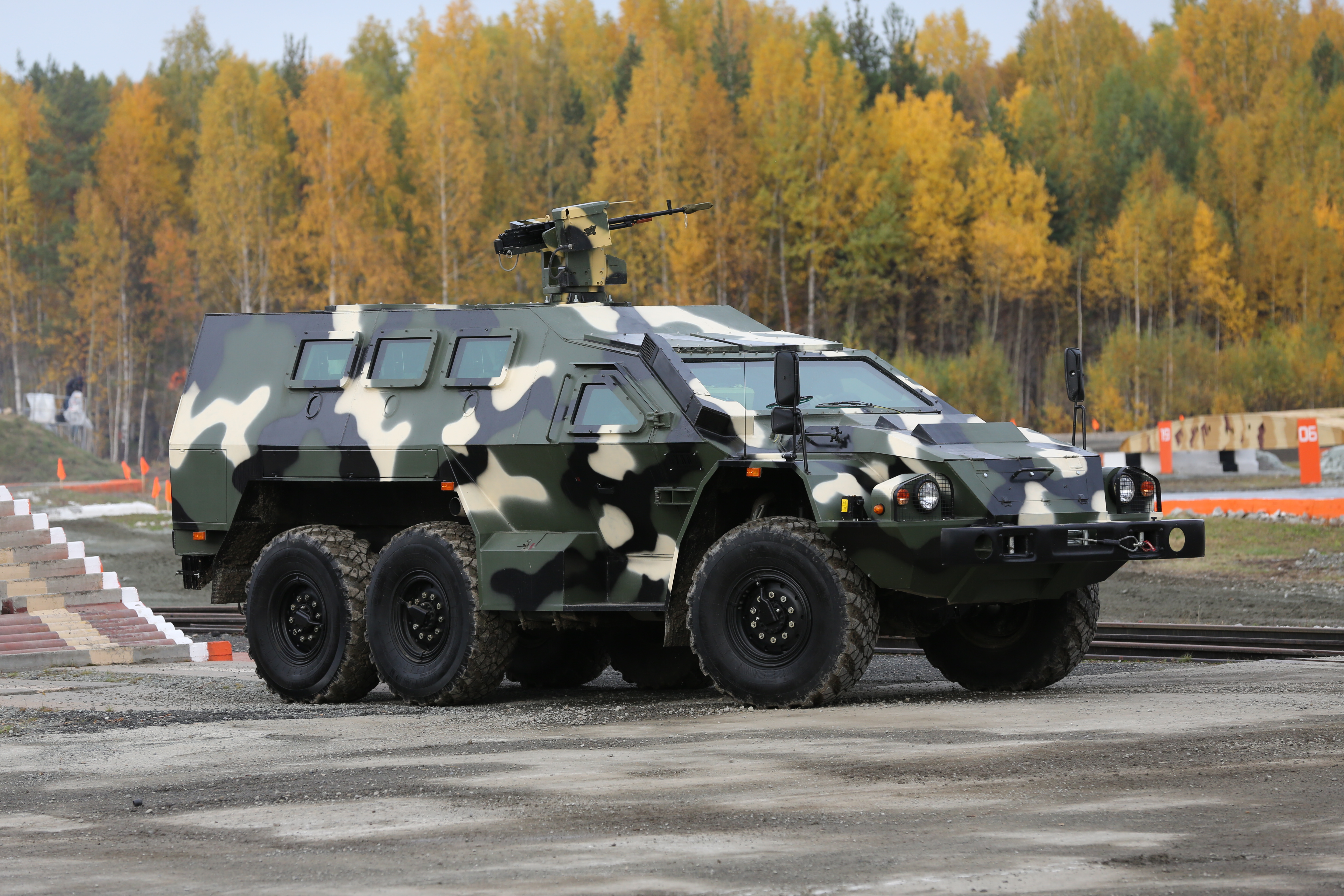
SBA-60-K2 „Bulat“ (6×6)

- KAMAZ-43269 – Version für den Grenzschutz
- Modernisierter KAMAZ-43269 „Wystrel“ („Schuss“) – modernisierter Panzerwagen mit veränderter Frontscheibe, Scheibenwischern, Frontgrill und Luftfiltersystem[5]
- KAMAZ-43269 mit MB2-Modul – Version mit 30-mm-MK
- SBA-60K2 Bulat – Version mit drei Achsen (6×6) auf dem Fahrgestell des KamAZ-5350 und mit der Möglichkeit bis zu 18 Soldaten zu transportieren

Verschiedene Abteilungen mit Zuständigkeit für Antiterroroperationen haben die modernisierte Version „Wystrel“ in ihren Beständen, wie der Vorsitzende der Presseabteilung des russischen Verteidigungsministeriums Igor Egorow in einem Interview mitteilte.
Laut den Informationen des Herstellers KAMAZ aus dem Jahr 2013 wurden etwa 150 KAMAZ-43269 „Wystrel“ produziert.

## Kampfeinsätze
Der BPM-97 wird von Russland im Russisch-Ukrainischen Krieg eingesetzt. Laut dem Oryx-Blog gingen mit Stand November 2024 fünf Fahrzeuge verloren.

## Aktueller Nutzer
- Russland – Ab dem Januar 2018 befinden sich mindestens 100 BPM-97 im Dienst des Heeres.[9] Der Panzerwagen wird als Spähpanzer eingesetzt.

- Ukraine – Seit Oktober 2022 befindet sich ein BPM-97 im Dienst der ukrainischen Armee[10]. Das Fahrzeug wurde von den russischen Invasionstruppen erbeutet und anschließend umlackiert.